# Sebastian Kislinger
Sebastian Kislinger (1 augustus 1988) is een Oostenrijkse snowboarder. Hij vertegenwoordigde zijn vaderland op de Olympische Winterspelen 2018 in Pyeongchang.

## Carrière
Kislinger maakte zijn wereldbekerdebuut in januari 2010 in Kreischberg. Op 21 december 2011 scoorde de Oostenrijker in Carezza zijn eerste wereldbekerpunten, een dag later behaalde hij aldaar zijn eerste toptienklassering in een wereldbekerwedstrijd. 
Op de FIS wereldkampioenschappen snowboarden 2015 in Kreischberg eindigde Kislinger als 21e op de parallelslalom en als 23e op de parallelreuzenslalom. In februari 2017 stond de Oostenrijker in Pyeongchang voor de eerste maal in zijn carrière op het podium van een wereldbekerwedstrijd. In de Spaanse Sierra Nevada nam hij deel aan de FIS wereldkampioenschappen snowboarden 2017. Op dit toernooi eindigde hij als achtste op de parallelreuzenslalom en als 22e op de parallelslalom. Tijdens de Olympische Winterspelen van 2018 in Pyeongchang eindigde Kislinger als elfde op de parallelreuzenslalom.

## Resultaten

### Olympische Winterspelen
| Jaar | Plaats      | Resultaten               |
| ---- | ----------- | ------------------------ |
| 2018 | Pyeongchang | 11e Parallelreuzenslalom |

### Wereldkampioenschappen
| Jaar | Plaats        | Resultaten                                  |
| ---- | ------------- | ------------------------------------------- |
| 2015 | Kreischberg   | 21e Parallelslalom 23e Parallelreuzenslalom |
| 2017 | Sierra Nevada | 22e Parallelslalom 8e Parallelreuzenslalom  |

### Wereldbeker
Eindklasseringen
| Seizoen   | PAR | PSL   | PGS |
| --------- | --- | ----- | --- |
| 2011/2012 | 35e | –     | –   |
| 2012/2013 | 42e | 42e   | 39e |
| 2013/2014 | 24e | 15e   | 38e |
| 2014/2015 | 14e | 13e   | 17e |
| 2015/2016 | 16e | 13e   | 34e |
| 2016/2017 | 14e | 18e   | 7e  |
| 2017/2018 | 5e  | Brons | 11e |